# Donkey.bas
Donkey.bas (nebo pouze Donkey) je závodní počítačová hra z roku 1981, což z ní činí vůbec první hru určenou pro PC. Byla distribuována na systému MS DOS jako ukázková hra a byla předinstalována v IBM PC. V této závodní hře se hráč se svou formulí snaží vyhnout oslům na silnici, po které formule jede. Hra se ovládá pouze mezerníkem, kterým se s formulí měnil pruh na silnici. Celá hra je extrémně jednoduchá, oproti pozdějším hrám ale stojí za zmínku nejen díky svému titulu první PC hry, ale také díky tomu, že její spoluautor je Bill Gates.